# Raphaël Guerreiro (calciatore 1968)
Raphaël Guerreiro (Montreuil, 24 aprile 1968) è un ex calciatore francese, di ruolo centrocampista.

## Palmarès

### Club

#### Competizioni nazionali
- Coppa di Francia: 1

Auxerre: 1993-1994